# Stefan Burchardt
Stefan Burchardt (født 21. april 2003) er en dansk violinist og vinder af Danmarks Radios tv-program Vidunderbørn 2017. 
Burchardt startede med at spille violin som 4 årig og inden han fyldte 15 år, havde han vundet nationale og internationale konkurrencer og priser. Han fik sin solodebut med Odense Symfoniorkester, hvor han spillede Max Bruchs Violinkoncert nr. 1 som 7-årig. Siden da har han opført flere store violinkoncerter, herunder værker af Ludwig van Beethoven, Jean Sibelius og Max Bruch. Han har optrådt med orkestre som DR Symfoniorkestret, Odense Symfoniorkester og Sønderjyllands Symfoniorkester.
Burchardt har også undervist og givet masterclasses ved YSA i Sverige, Polstjärnepriset Kurset, ved Aarhus Konservatoriet og ved Valdres Sommersymfonien. Siden 2022 har han været med i juryen ved konkurrencen Jugend Musiziert i Berlin.
Burchardt spiller på en violin af den tyske violinbygger Stefan-Peter Greiner, som han har fået stillet til rådighed af Augustinus Fonden.

## Uddannelse
Som 5-årig startede Burchardt med at få undervisning hos den ukrainske violinlærer og professor Alexandre Zapolski i København. Han modtog undervisning hos Zapolski i næsten 10 år. Da han var 13 år gammel begyndte han på MGK på Københavns Musikskole også med Zapolski som lærer.
I 2019 flyttede Burchardt som 15-årig til Berlin, hvor han blev optaget på Universität der Künste og begyndte sine bachelorstudier hos professor Latica Honda-Rosenberg.
Han har deltaget i masterclasses på steder som Kronberg Academy og hos lærere som Dora Schwarzberg, Pavel Vernikov (Wien), Zakhar Bron, Olivier Charlier (Conservatoire de Paris), Maciej Rakowski (Royal College of Art, London), Alf Richard Kraggerud (Barratt-Due Musikkinstitutt, Oslo), Malin Broman (Stockholm, Sverige) blandt andre.

## Kammermusik
Som kammermusiker har Burchardt deltaget ved festivaler såsom Kronberg Academy, Aurora Festival og Encuentro de Santander. Han har også samarbejdet med musikere som Hartmut Rohde, Bruno Philippe, Ensemble MidtVest, Jonian Ilias Kadesha og Alissa Margulis.  

## Priser og Udmærkelser
Som ung vandt Burchardt førstepriser ved den internationale konkurrence “Bravo!” i Belgien og Flame Concours i Paris samt nationale konkurrencer som Jacob Gade og Berlingske violin konkurrencer. Burchardt blev som 12-årig den første til at vinde både førsteprisen, årets "talentpris" og guldmedaljen, som uddeles til én af de fire førsteprismodtagere på tværs af alle kategorier i konkurrencen.
I 2017 deltog han i DR’s tv-program "Vidunderbørn," hvor programmet fulgte fem forskellige unge musikere i tre måneder. I slutningen af programmet, som blev modereret af Søren Rasted, stemte seerne om, hvem der skulle udnævnes til "Vidunderbarn 2017" af Danmark. Stefan Burchardt vandt denne konkurrence og blev udnævnt til "Vidunderbarn" i Danmark 2017 som 14-årig. 
I 2019 vandt han førsteprisen ved Jugend Musiziert i Tyskland. Siden 2022 Har han været med i juryen ved konkurrencen Jugend Musiziert i Berlin.
Han blev også tildelt Hermann Abs-Prisen for bedste fortolkning af et værk af L. V. Beethoven i 2019, I denne anledning blev han inviteret til at spille i “Beethoven Haus” salen i Bonn, Tyskland, hvor koncerten blev optaget og sendt på tysk radio af WDR til "Beethoven Året 2019". Andre priser og konkurrencer inkluderer Øresund Solist konkurrencen og "Hans-Schauble" prisen i 2020. Han var også finalist ved den internationale E. Ysaye Violinkonkurrence i Liège, Belgien.

### Liste over priser og udmærkelser
- 2010: 1. pris ved Jacob Gade Violin Konkurrence (DK)
- 2012: 2. pris ved "Bravo" Internationale Violin Konkurrence i Belgien (B)
- 2012: Pris for "Best Performance" samt "orkesterprisen ved Syddansk Talent Konkurrence (DK)
- 2013: 1. pris ved Jacob Gade Violin Konkurrence (DK)
- 2013: 1. pris ved Syddansk Talent Konkurrence (DK)
- 2014: 1. pris ved "Flame Concours" - international violin konkurrence for unge violinister i Paris (FA)
- 2014: 1. pris ved Berlingske Klassiske Musikkonkurrence (DK)
- 2016: Årets talentpris og Guld Medalje ved Berlingske Klassiske Musikkonkurrence (DK)
- 2017: Vinder af DR1 tv-program "Vidunderbørn"
- 2019: Finalist ved Eugène Ysaÿe International Music Competition (BE)
- 2019: Årets talentpris og 1. pris vinder ved Øresunds Solist 2019 (DK/SE/NO)
- 2019: 1. pris ved Jacob Gades Violinkonkurrence (DK)
- 2019: 1. Pris ved Jugend Musiziert Bundeswettbeverb (DE)
- 2019: Tildelt Hermann-Abs-prisen for sin fortolkning af stykker af L. V. Beethoven (DE)
- 2021: Årets talentpris og 1. Pris og vinder ved Øresunds Solist 2021 (DK/SE/NO),
- 2021: Vinder af EMCY prisen. [19] (Benelux)
- 2022: Hans-Schauble Stiftung pris, turné med Cassal Quartetten i hele Schweiz i over 2 uger. (CH)